# Celidosphenella vidua
Celidosphenella vidua är en tvåvingeart som först beskrevs av Erich Martin Hering 1942.  Celidosphenella vidua ingår i släktet Celidosphenella och familjen borrflugor. Inga underarter finns listade.